# فلورانس استورر
فلورانس استورر (فرانسوی: Florence Steurer‎؛ زادهٔ ۱ نوامبر ۱۹۴۹) اسکی‌باز آلپاین اهل فرانسه است.
وی همچنین برندهٔ جوایزی همچون لژیون دونور (شوالیه) شده‌است.
وی در مسابقات کشوری و بین‌المللی در مجموع برندهٔ ۲ مدال نقره، ۳ مدال برنز شده‌است.